# Xanthorhoe fumipennis
Xanthorhoe fumipennis là một loài bướm đêm trong họ Geometridae.